# 방벽

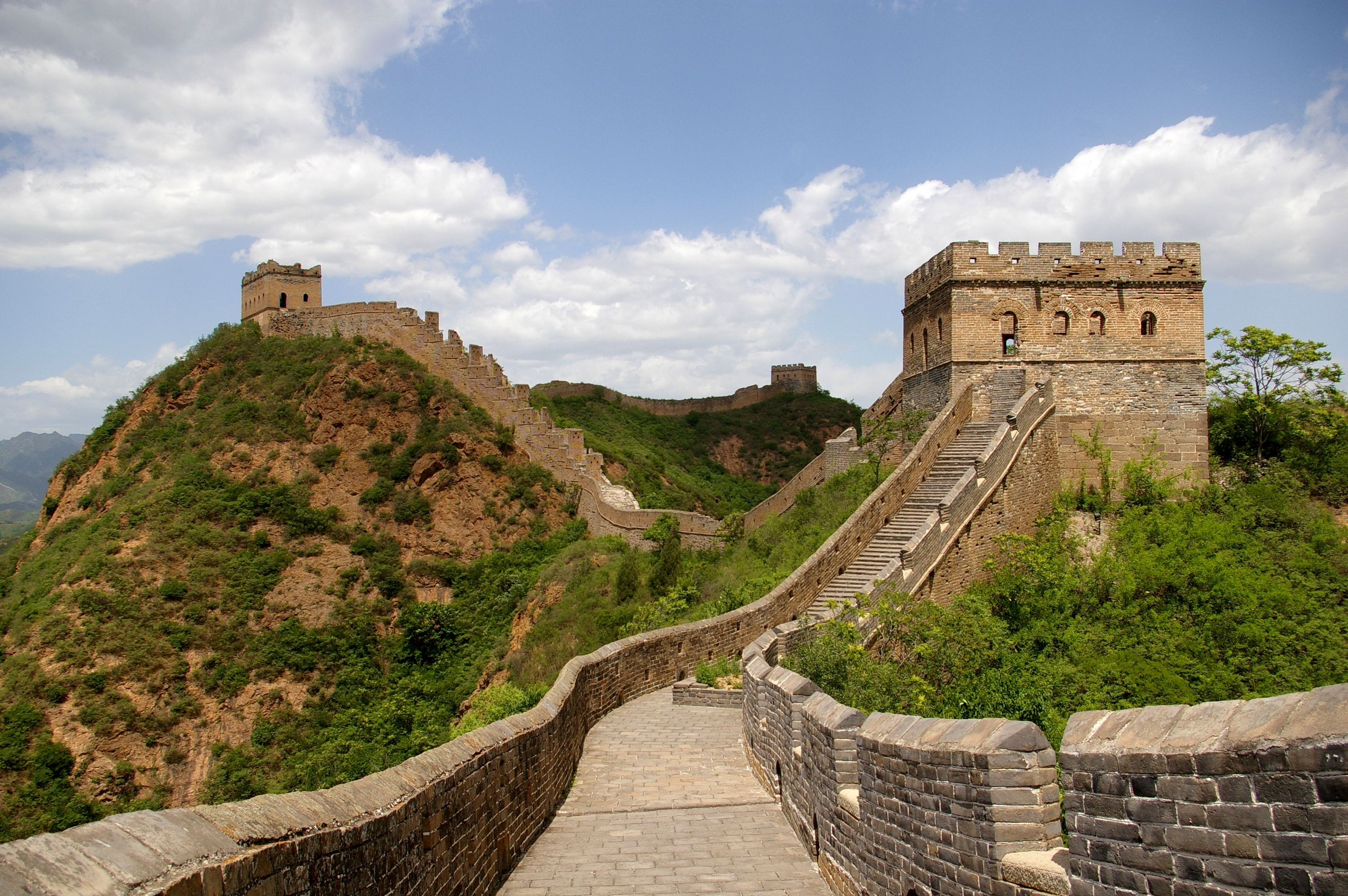
만리장성.

방벽(防壁, defensive wall)은 도시 등의 거주지를 잠재적 공격자로부터 보호하기 위해 설치하는 방어시설이다. 만리장성이나 하드리아누스의 벽처럼 일정한 범위를 가려 버리는 것을 장성이라고 하고, 특정 거주지를 둘러싸는 형태로 만들어지는 것을 읍성이라고 한다.

## 같이 보기
- 옹성
- 만리장성

## 한반도
한반도에는 남고문처럼 있다면 옆에 있었던 성벽이 일본이 도로 만든다고 없애버렸다. 